# Бердниково
Бердниково — деревня в Черлакском районе Омской области России. Входит в Иртышское сельское поселение.

## История
Основана деревня Бердниково в 1908 году как хутор. В 1928 г. хутор Бердниково состоял из 17 хозяйств, основное население — русские. В составе Изылбашского сельсовета Ачаирского района Омского округа Сибирского края.
В соответствии с Законом Омской области от 30 июля 2004 года № 548-ОЗ «О границах и статусе муниципальных образований Омской области» деревня вошла в состав образованного муниципального образования «Иртышское сельское поселение».

## География
Находится на юге-востоке региона, в пределах Курумбельской степи, являющейся частью Чебаклы-Суминской впадины.

## Население
| 2010 |
| ---- |
| 283  |

Гендерный состав
По данным Всероссийской переписи населения 2010 года в гендерной структуре населения из 283 человек мужчин — 134, женщин — 149 (47,3 и 52,7 % соответственно).
Национальный состав
В 1928 г. основное население — русские.
Согласно результатам переписи 2002 года, в национальной структуре населения русские составляли 89 % от общей численности населения в 404 чел..